# Bahnhof Bad Camberg
Der Bahnhof Bad Camberg ist ein Bahnhof an der Main-Lahn-Bahn. Das Empfangsgebäude war im Jahr 2005 in der Denkmaltopographie Bundesrepublik Deutschland verzeichnet.

## Geografische Lage
Der Bahnhof befindet sich rund einen Kilometer westlich der Ortsmitte am Rande der Kleinstadt Bad Camberg, die im mittelhessischen Landkreis Limburg-Weilburg liegt.

## Geschichte
Im Februar 1875 war der von der bereits 1863 fertiggestellten Lahntalbahn südlich abzweigende 12,4 Kilometer lange erste Abschnitt der Main-Lahn-Bahn zwischen dem östlich von Limburg gelegenen Eschhofen und Niederselters in Betrieb genommen worden. Am 15. Mai 1876 wurde der 4,8 Kilometer lange Abschnitt zwischen Niederselters und Camberg von der Hessischen Ludwigs-Eisenbahn-Gesellschaft eröffnet und am 12. Juli 1877 weiter südlich nach Idstein verlängert. Das dreistöckige Bahnhofsgebäude mit insgesamt 22 Räumen wurde im Jahr 1879 erbaut.
Im Jahr 1982 wurde der Bahnhof von Camberg in Bad Camberg umbenannt.
1987 wurde die Bahnstrecke von Niedernhausen bis Limburg elektrifiziert. Hierbei wurde auch der Bahnhof umgebaut. Der Inselbahnsteig am Gleis Richtung Niedernhausen wurde entfernt und ein westlicher Seitenbahnsteig mit Unterführung angelegt. Dafür wurde das Ausweichgleis im Bahnhofsbereich verkürzt. Der Bahnhof hatte mit einem Freiladegleis, an dem auch eine heute noch vorhandene Sturzrampe lag, Stückgutverladung und zwei Anschlussgleisen zu einem Gashändler und zum Unternehmen HACA-Leitern Bedeutung im Güterverkehr. Die Ladestraße wird heute als Parkplatz genutzt, der in Fachwerkbauweise errichtete Güterschuppen nördlich am Empfangsgebäude wich einem Sportartikelgeschäft.

## Anlagen
Der Bahnhof verfügt über zwei Bahnsteiggleise, die über eine mit Rampen versehene Unterführung verbunden sind. Gleis 1 liegt am nicht erhöhten Hausbahnsteig (38 cm) und ist 234 m lang. Hier fahren die Züge nach Limburg ab. An dem 76 cm hohen Bahnsteig an Gleis 2 mit einer Länge von 220 m fahren die Züge nach Frankfurt und Wiesbaden ab. Im nördlichen Bahnhofsbereich befindet sich ein Ausweichgleis, welches 2010 saniert wurde und eine Nettolänge von rund 250 m hat. An beiden Bahnhofsausfahrten befindet sich zudem jeweils eine Gleisverbindung.
Der Bahnhof verfügt über ein Drucktastenstellwerk des Typs „Dr S2“. Es trägt die Bezeichnung „Cf“ und wird aus Limburg ferngesteuert.
Im Bahnhofsgebäude befindet sich eine DB-Agentur mit Toilette und ein Reisebüro. Des Weiteren steht eine Park-and-Ride-Anlage und eine überdachte Bike-and-Ride-Anlage zur Verfügung.

## Verkehr
Der Bahnhof Bad Camberg wird von den Linien RE 20, RB 22 und RB 21 bedient. Der Frankfurter Hauptbahnhof ist in rund 45 Minuten erreicht. In Niedernhausen besteht Anschluss zur S-Bahn-Linie 2 über Frankfurt in Richtung Dietzenbach mit Halt an allen Stationen.
| Linie | Verlauf | Takt                                    | Betreiber      |
| ----- | --- | --------------------------------------- | -------------- |
| RE 20 | Main-Lahn-Bahn: Frankfurt (Main) Hbf – Frankfurt-Höchst – Hofheim (Taunus) – Niedernhausen (Taunus) – Idstein (Taunus) – Bad Camberg – Niederbrechen – Eschhofen – Limburg (Lahn) Stand: Fahrplanwechsel Dezember 2021                                                                                                  | 60 min (wochentags zur HVZ)             | DB Regio Mitte |
| RB 21 | Ländchesbahn: Wiesbaden Hbf – Wiesbaden-Erbenheim – Wiesbaden-Igstadt – Auringen-Medenbach – Niedernhausen (Taunus) (– Idstein (Taunus) – Wörsdorf – Bad Camberg – Niederselters – Oberbrechen – Niederbrechen – Lindenholzhausen – Eschhofen – Limburg (Lahn)) (einzelne Fahrten) Stand: Fahrplanwechsel Dezember 2021 | 30 min (wochentags) 60 min (Wochenende) | HLB Hessenbahn |
| RB 22 | Main-Lahn-Bahn: Frankfurt (Main) Hbf – Frankfurt-Höchst – Hofheim (Taunus) – Niedernhausen (Taunus) – Idstein (Taunus) – Wörsdorf – Bad Camberg – Niederselters – Oberbrechen – Niederbrechen – Lindenholzhausen – Eschhofen – Limburg (Lahn) Stand: Fahrplanwechsel Dezember 2021                                      | 30/60 min (+ Verstärker zur HVZ)        | DB Regio Mitte |

Der Bahnhof wird außerdem werktags von folgenden Buslinien bedient:
- LM-31 stündlich nach Erbach durch die Innenstadt
- LM-32 stündlich nach Würges durch die Innenstadt
- 230 stündlich nach Idstein über Walsdorf
- 285 nach Hasselbach über Erbach, Schwickershausen (einzelne Fahrten)

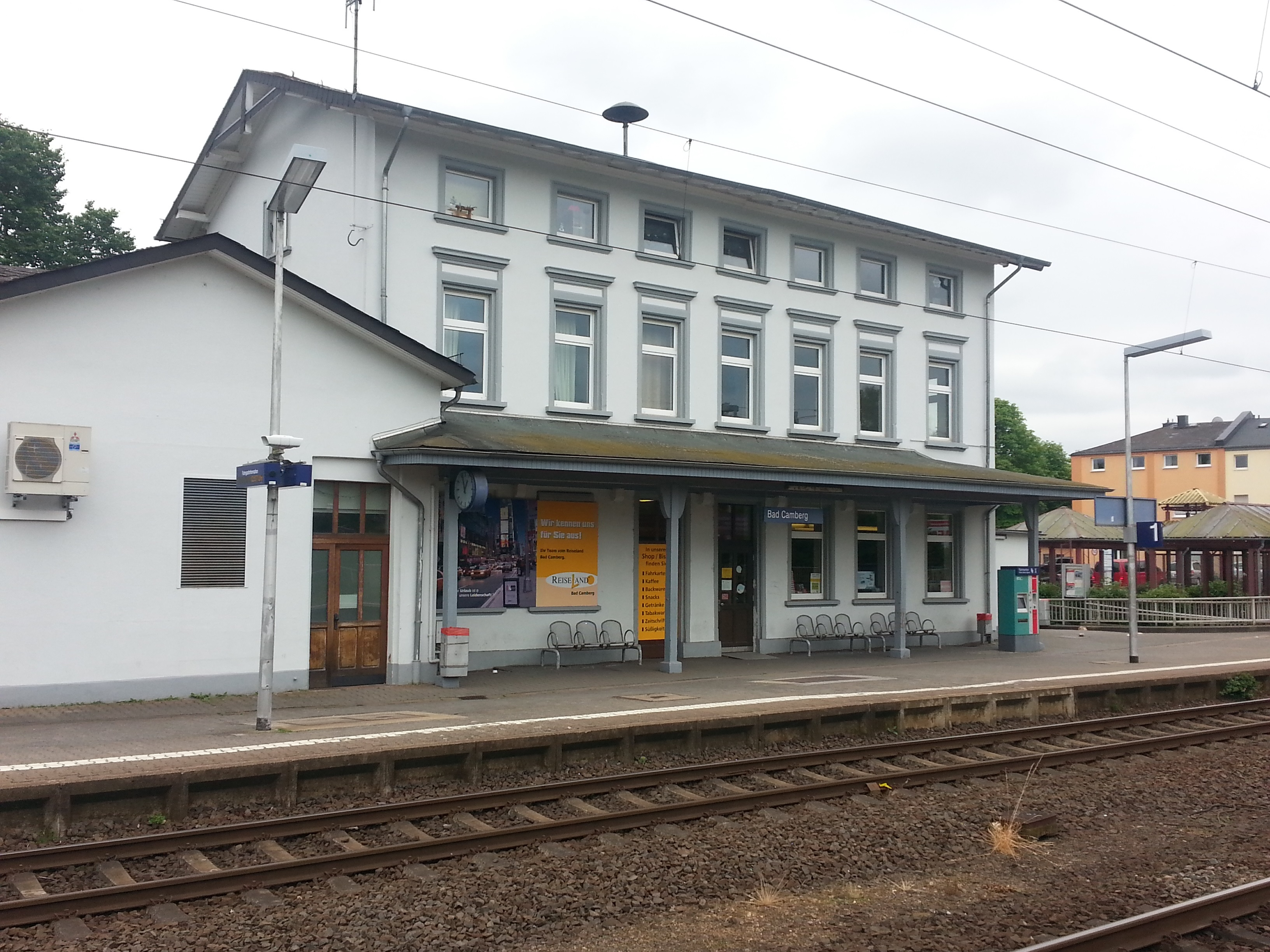
Hausbahnsteig mit Empfangsgebäude des Typenbaus
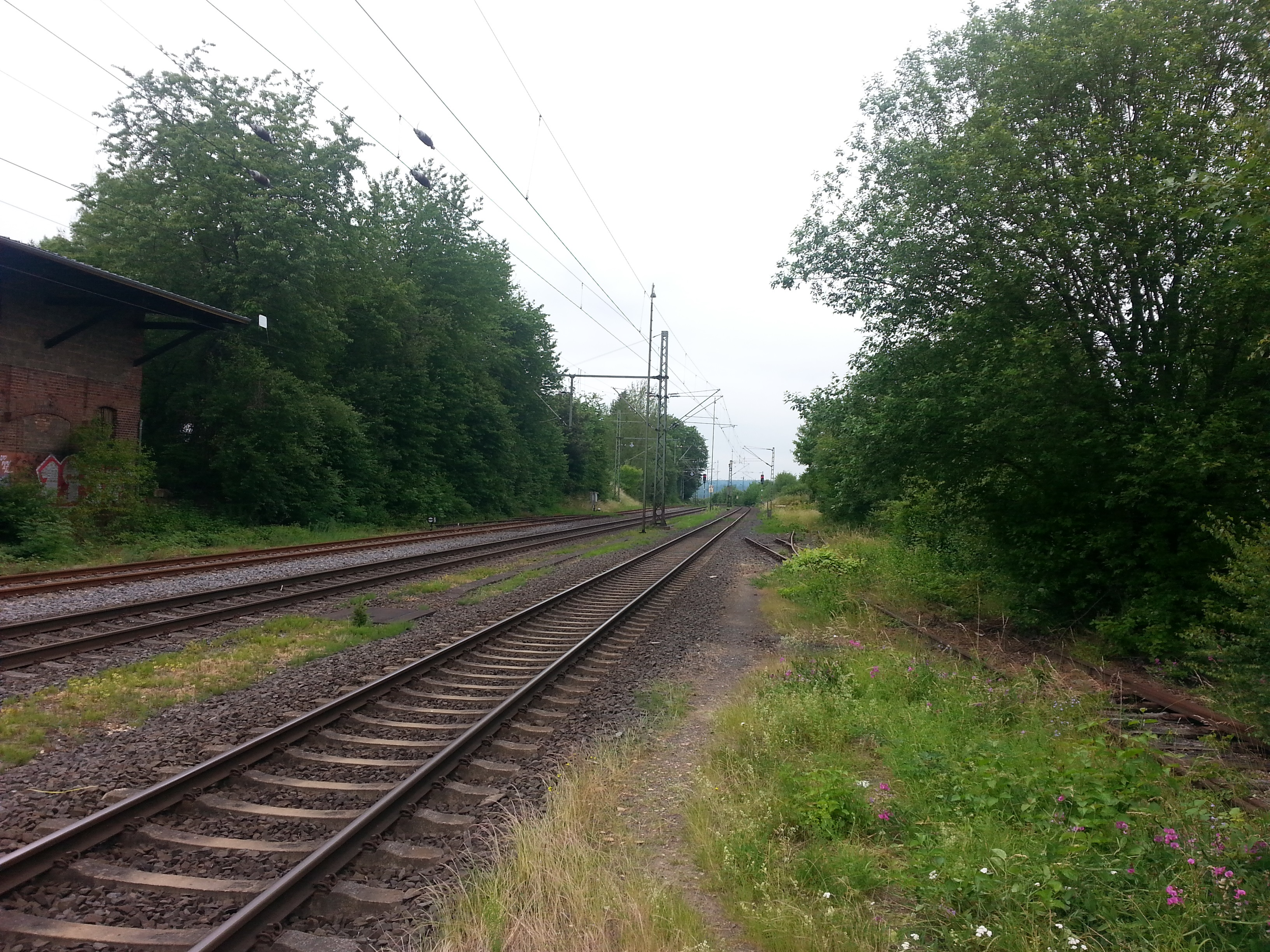
Nördlicher Bahnhofskopf, östliche Ladegleise nicht mehr angeschlossen
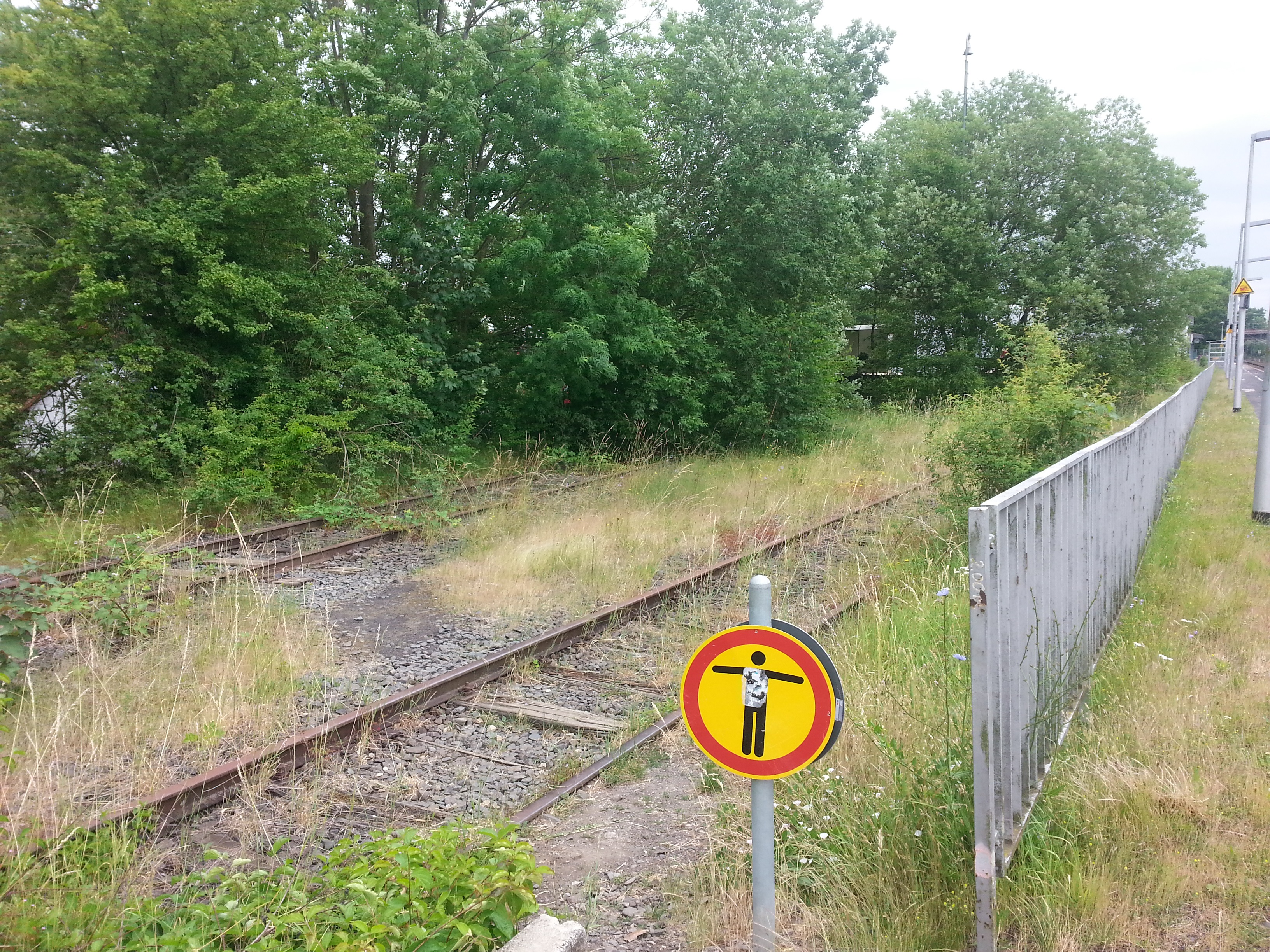
Östliche Ladegleise: Rechtes Gleis entlang ehemaliger Rampe bis vor Empfangsgebäude; Linkes Gleis zur Kopframpe
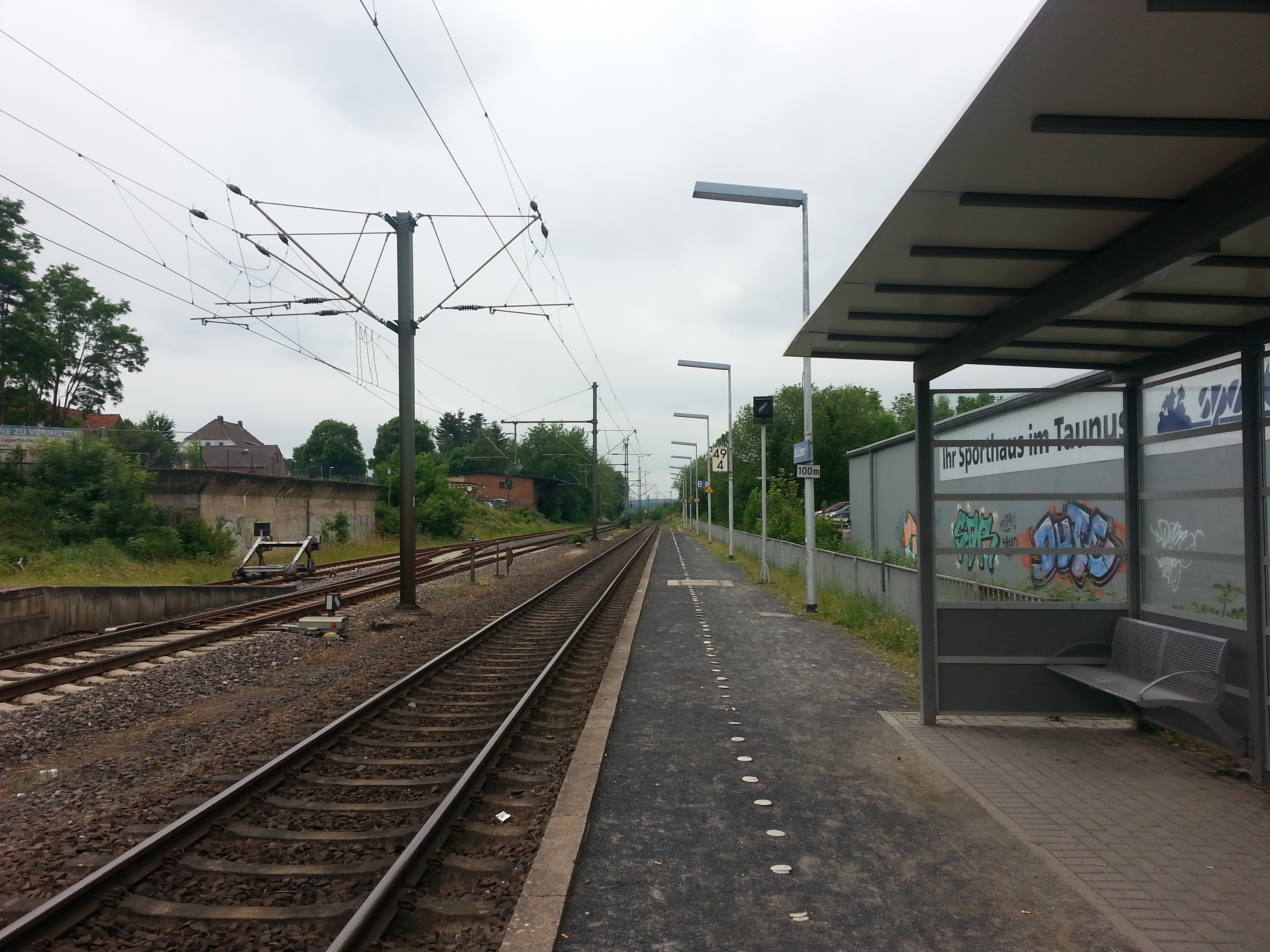
Durchgehendes Hauptgleis mit Abzweigweiche zum Ausweichgleis, links die ehemalige Sturzrampe
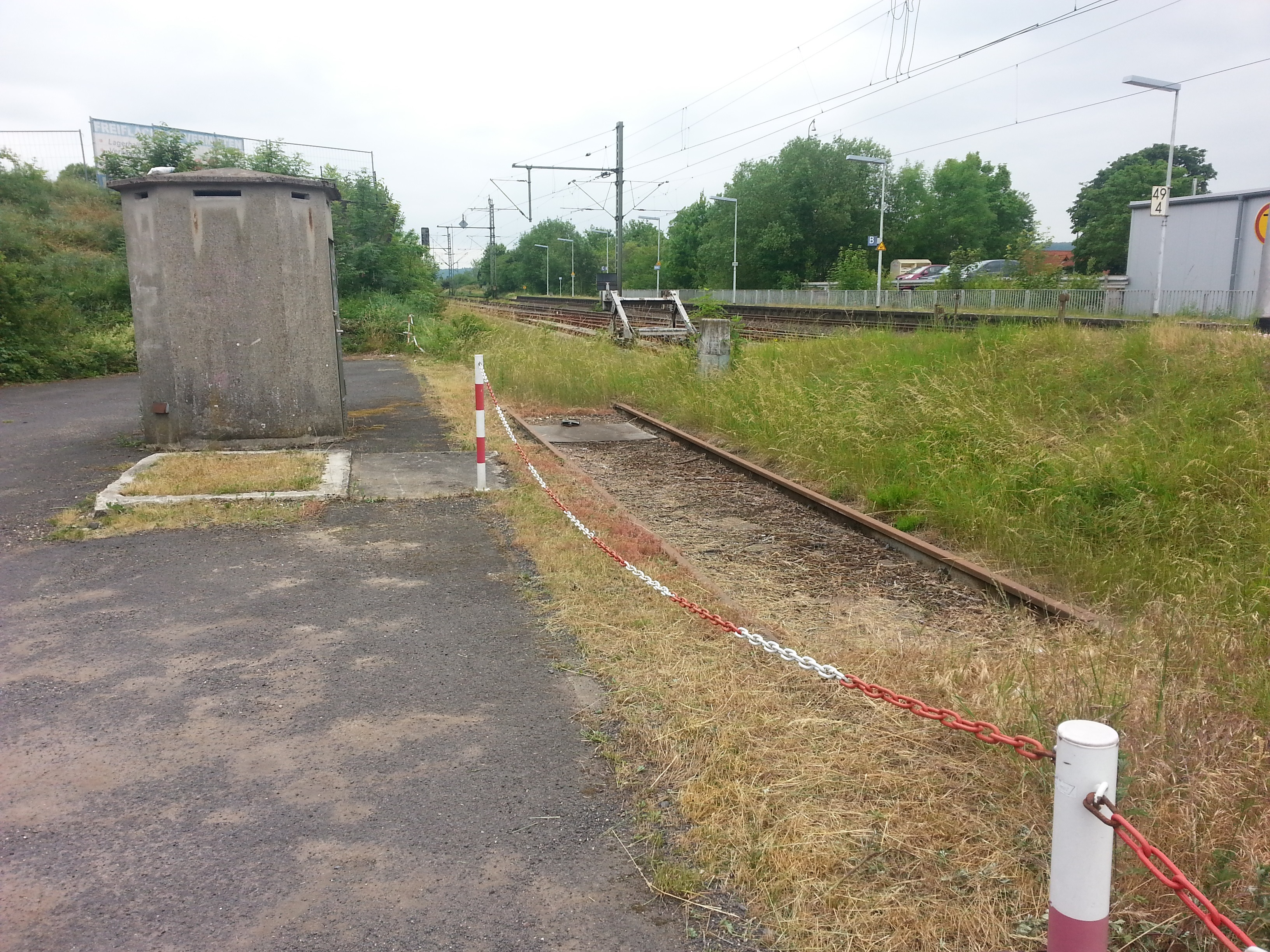
Ehemalige Gleisbrückenwaage